# Reazione di Reimer-Tiemann
La reazione di Reimer Tiemann o saggio delle aurine è una reazione chimica usata per il riconoscimento dei fenoli. In pratica consiste nella conversione del fenolo in aldeide salicilica. La reazione venne scoperta da Karl Reimer (1845-1883) e Ferdinand Tiemann.

## Meccanismo di reazione

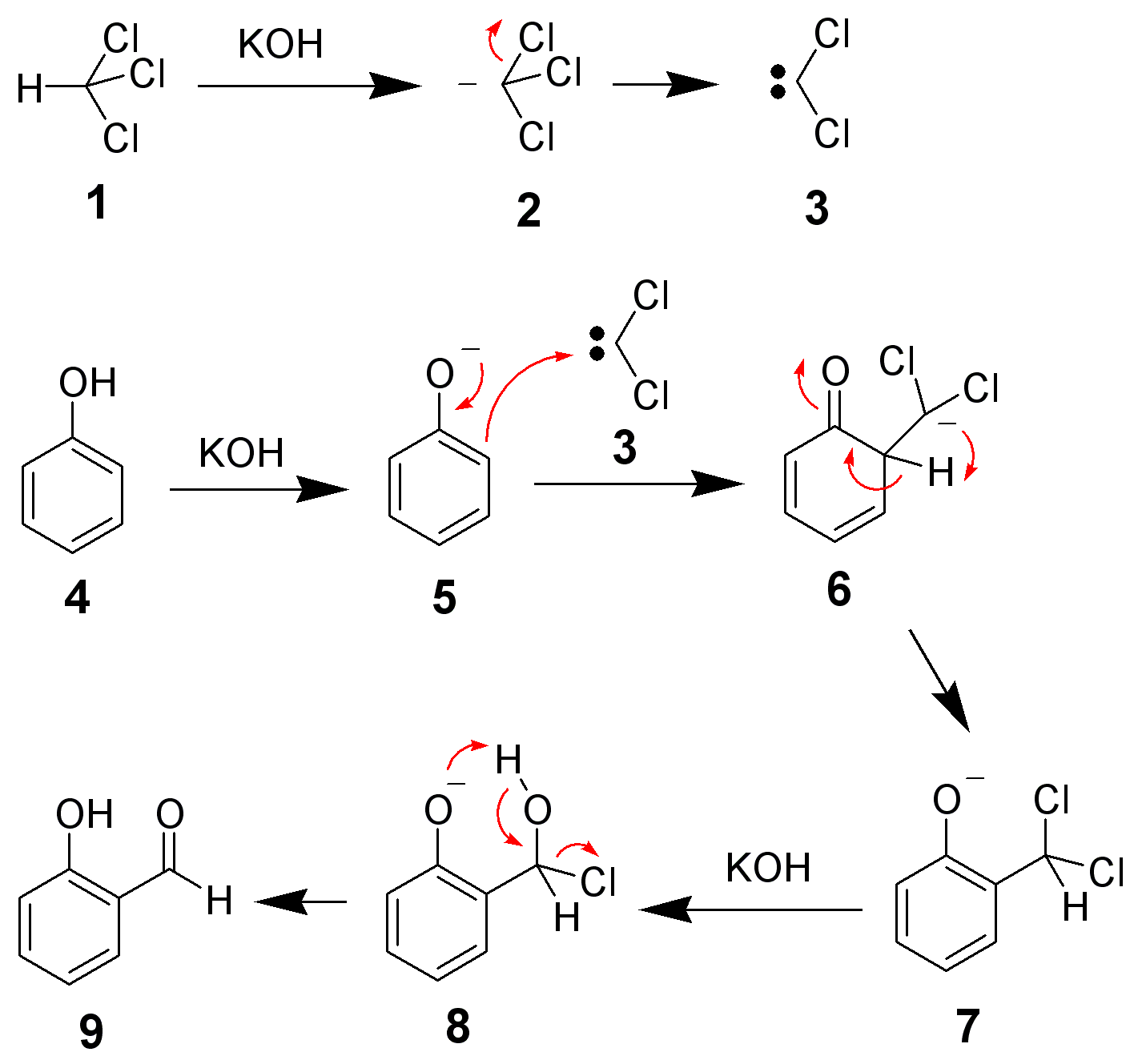

Il cloroformio (1) viene deprotonato dalla base forte (di solito un idrossido) per formare il carbanione cloroformio (2) che viene rapidamente alfa-eliminato per dare il diclorocarbene (3); queste sono le specie reattive principali. L'idrossido deprotonerà il fenolo (4) per dare un fenossido carico negativamente (5). La carica negativa viene delocalizzata nell'anello aromatico, rendendolo molto più nucleofilo. L'attacco nucleofilo del diclorocarbene fornisce un fenolo intermedio diclorometil sostituito (7). Dopo l'idrolisi basica, si forma il prodotto desiderato (9).

### Selettività
In virtù dei due gruppi elettron-attrattori, il carbene (3) è carente di elettroni ed è attratto dal fenossido ricco di elettroni (5). Questa interazione favorisce l'orientamento selettivo in orto.

### Condizioni di reazione
Gli idrossidi non sono facilmente solubili nel cloroformio, quindi la reazione viene effettuata attraverso un sistema di solventi bifasico. Ciò consiste in una soluzione acquosa di idrossido e una fase organica contenente il cloroformio. I due reagenti sono separati e devono essere riuniti affinché la reazione abbia luogo. Ciò può essere ottenuto mediante miscelazione rapida, catalizzatori a trasferimento di fase o un agente emulsionante (un esempio è l'uso di 1,4-diossano come solvente).
La miscela di reazione deve essere riscaldata per iniziare il processo, ma una volta avviata può essere altamente esotermica; per questo è incline al runaway.

### Finalità
La reazione di Reimer-Tiemann è efficace in altri composti idrossi-aromatici, come ad esempio i naftoli. Anche gli eterocicli ricchi di elettroni come pirroli e indoli reagiscono con Reimer-Tiemann.
I diclorocarbeni possono reagire rispettivamente con alcheni e ammine per formare diclorociclopropano e isocianuri. In quanto tale, la reazione di Reimer-Tiemann può non essere adatta per substrati che possiedono questi gruppi funzionali. Inoltre, molti composti non possono essere riscaldati in presenza di idrossido.

## Comparazione con altri metodi
La formilazione diretta di composti aromatici può essere ottenuta con vari metodi come la reazione di Gattermann, la reazione di Gattermann-Koch, la reazione di Vilsmeier-Haack o la reazione di Duff; tuttavia, in termini di facilità e sicurezza delle operazioni, la reazione di Reimer-Tiemann è spesso la via più vantaggiosa per la sintesi chimica. Tra le reazioni citate in precedenza, la reazione di Reimer-Tiemann è l'unica che non richiede condizioni acide e / o anidre. Inoltre le reazioni di Gattermann-Koch e Vilsmeier-Haack non sono applicabili ai substrati fenolici.

## Variazioni
La reazione di Reimer-Tiemann può essere modificata per produrre acidi fenolici sostituendo il cloroformio con il tetracloruro di carbonio. Ad esempio, la reazione modificata usando CCl4 con il fenolo formerebbe acido salicilico piuttosto che il prodotto atteso, salicilaldeide.